# Ві Хаджун
Ві Хаджун (кор. 위하준; уроджений Ві Хьон І кор. 위현이; нар. 5 серпня 1991) — південнокорейський актор, співак і модель. Він найбільш відомий своїми ролями у фільмах «Гонджіам: Притулок з привидами» (2018) та «Опівночі» (2021), а також у телесеріалах «Щось під дощем» (2018), «Романс — це бонусна книга» (2019) і Гра в кальмара (2021), останній з яких приніс йому міжнародну популярність.

## Фільмографія

### Фільм
| Рік  | Назва                                        | Корейська назва     | Роль                           | Нотатки               | Прим.       |
| ---- | -------------------------------------------- | ------------------- | ------------------------------ | --------------------- | ----------- |
| 2012 | «Мир у них»                                  | 그들의 평화         | Чіхван                         | Короткий фільм        |             |
| 2015 | «Дівчина із шафки із замком»                 | 차이나 타운         | Молодий Уґон                   |                       | [ 2 ]       |
| 2015 | «Погані хлопці завжди вмирають»              | 놈 은 반드시 죽는다 | Чха Мьонхо                     |                       |             |
| 2016 | «Затемнення»                                 | 커터                | Чонтхе                         |                       |             |
| 2017 | «Анархіст із колонії»                        | 박열                | Корейський підліток у в'язниці |                       |             |
| 2017 | «Погоня»                                     | 반드시 잡는다       | Молодий Чонхьок                |                       |             |
| 2018 | «Конджіам: Психіатрична лікарня з привидами» | 곤지암              | Хаджун                         |                       | [ 3 ]       |
| 2019 | «Міс та місіс коп»                           | 걸 캅스             | Чон Уджон                      |                       |             |
| 2021 | «Акула: Початок»                             | 샤크: 더 비기닝     | Чон Тохьон                     | Оригінальний фільм ТВ | [ 4 ] [ 5 ] |
| 2021 | «Опівночі»                                   | 미드 나이트         | Тосік                          |                       | [ 6 ]       |

### Телесеріали
| Рік  | Назва                   | Корейська назва      | Мережа       | Роль         | Нотатки                    | Прим.         |
| ---- | ----------------------- | -------------------- | ------------ | ------------ | -------------------------- | ------------- |
| 2016 | «Бувай, містере Блек»   | 굿바이 미스터 블랙   | MBC          | Хаджун       |                            | [ 7 ]         |
| 2017 | «Моє золоте життя»      | 황금빛 내 인생       | KBS2         | Рю Че Сін    |                            | [ 8 ]         |
| 2018 | «Якось під дощем»       | 잘 사주 는 예쁜 누나 | JTBC         | Юн Синхо     |                            | [ 9 ]         |
| 2018 | «Острівне тріо»         | 섬 총사              | O'live і tvN | Сам себе     | 2 сезон, гостьовий виступ  | [ 10 ]        |
| 2018 | «Шлюбний хаос»          | 최고의 이혼          | KBS2         | Ім Сіхо      |                            | [ 11 ]        |
| 2019 | «Романтичний додаток»   | 는 별책 부록         | tvN          | Джи Со Чжун  |                            | [ 12 ]        |
| 2020 | «Цілитель душ»          | 영혼 수선공          | KBS2         | О Юмін       | Особливий зовнішній вигляд | [ 13 ]        |
| 2020 | «Знову 18»              | 18 어게인            | JTBC         | Є Чіхун      |                            | [ 14 ]        |
| 2021 | «Гра в кальмара»        | 오징어 게임          | Netflix      | Хван Джун Хо |                            | [ 15 ] [ 16 ] |
| 2021 | «Поганий і божевільний» | 배드 앤 크레이지     | tvN, iQiyi   | К            |                            | [ 17 ]        |

### Вебсеріали
| Рік  | Назва     | Корейська назва | Мережа  | Роль     | Прим.  |
| ---- | --------- | --------------- | ------- | -------- | ------ |
| 2018 | «З кавою» | 그날 의 커피    | YouTube | Лі Хамін | [ 18 ] |

## Дискографія

### Сингли
| Назва                               | Рік  | Альбом                         |
| ----------------------------------- | ---- | ------------------------------ |
| «Maybe It's Too Late» (늦은 거겠지) | 2018 | «Matrimonial Chaos OST Part 2» |

## Нагороди та номінації
| Церемонія нагородження         | Рік  | Категорія                                           | Номінант / Робота                            | Результат | Прим.  |
| ------------------------------ | ---- | --------------------------------------------------- | -------------------------------------------- | --------- | ------ |
| Премія мистецтв Пексан         | 2019 | Найкращий акторський дебют (чоловіки) (телебачення) | «Романтичний додаток»                        | Номінація | [ 19 ] |
| Кінопремія «Блакитний дракон»  | 2018 | Найкращий акторський дебют (чоловіки)               | «Конджіам: Психіатрична лікарня з привидами» | Номінація | [ 20 ] |
| Премія мистецького кіно Чхунса | 2018 | Найкращий акторський дебют (чоловіки)               | «Конджіам: Психіатрична лікарня з привидами» | Номінація | [ 21 ] |
| Премія «Великий дзвін»         | 2018 | Найкращий акторський дебют (чоловіки)               | «Конджіам: Психіатрична лікарня з привидами» | Номінація | [ 21 ] |
| Премія корейської драми        | 2018 | Найкращий новий актор                               | «Якось під дощем»                            | Номінація | [ 22 ] |